# Шигаєв Олександр Миколайович

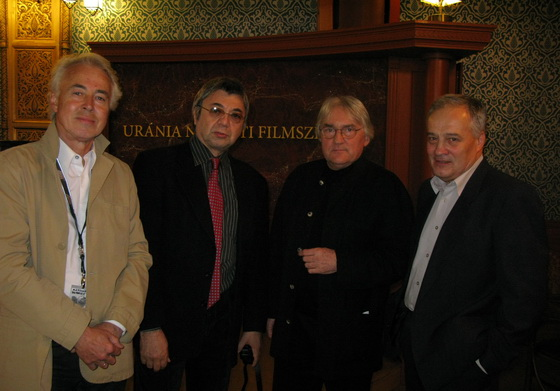
Олександр Шигаєв та інші члени IMAGO

Олександр Миколайович Шигаєв (нар. 24 березня 1949, Єкатеринбург) — радянський і український кінооператор, оператор-постановник, оператор крану «Фільмотехнік».

## Біографія
Олександр Шигаєв народився 24 березня 1949 року в місті Єкатеринбург, Свердловська область, СРСР, в родині Миколая Шигаєва та Лілії Адамівни Данілецької.
Навчався в школі № 36. Закінчив операторський факультет КНУТКіТ імені Івана Карпенка-Карого (навчався в 1975—1980 роках). Після навчання працював на Київській кіностудії ім. О. П. Довженка. Член Національної спілки кінематографістів України.
Президент Української гільдії кінооператорів. Завдяки зусиллям Олександра Шигаєва Українська гільдія кінооператорів приєдналась до Європейської гільдії кінооператорів — IMAGO.

## Фільмографія
Зняв стрічки:
- «Лісова пісня. Мавка» (1980, асистент оператора)
- «Високий перевал» (1981, асистент оператора)
- «Легенда про княгиню Ольгу» (1983, асистент оператора)
- «Поцілунок» (1983, асистент оператора)
- «Володя великий, Володя маленький» (1985, асистент оператора)

- «Самотня жінка бажає познайомитися» (1986, 2-й оператор)
- «Бережи мене, мій талісмане» (1986, 2-й оператор)
- «Автопортрет невідомого» (1988, 2-й оператор)
- «Легенда про піаніста» (1998, оператор крану «Фільмотехнік»)
- «9 рота» (2005, оператор крану «Фільмотехнік»)
- «Далеко від Сансет бульвару» (2005, оператор крану «Фільмотехнік»)
- «Ознаки кохання» (2006, 2-й оператор)
- «Парк радянського періоду» (2006, 2-й оператор)
- «Заєць над прірвою» (2006, 2-й оператор)
- «Перевізник 3» (2008, оператор крану «Фільмотехнік»)
- «Сафо» (2008, оператор крану «Фільмотехнік»)

Оператор-постановник:
- «Важко бути богом» (1989, разом з В. Калютою)
- «Дикий пляж» (1989)
- «Розпад» (1990, разом з В. Трушковським, топ-100 найкращих українських фільмів[1])
- «Постскріптум» (1991, короткометражний)
- «У тій царині небес...» (1992)
- «Золота лихоманка» (2002, разом з В. Трушковським)
- «Тарас Бульба» (2009, разом з Д. Массом)

Фільми з режисером Кірою Муратовою:
- «Два в одному» (2007)
- «Мелодія для катеринки» (2009)
- «Вічне повернення» (2012)